# 涌嶋茜
涌嶋 茜（わくしま あかね）は、日本のシンガーソングライター。テレビ東京で放送されていたバラエティ番組『青春高校3年C組』の元レギュラーメンバー。
大阪府出身。

## 人物
3人兄弟で、兄と妹がいる。
大阪市立鶴見商業高等学校を2019年3月卒業。同高校の軽音部部長でもあった。
青春高校を明るく楽しい不健全でロックな学校にするために入学。また、同じ青春高校の生徒でもある大曲李佳とは出身高校の先輩と後輩の関係でもある。
ボランティア活動にも熱心で得意の音楽を活かし、老人ホームなどで演奏している。またそれを発展させ、訪問演奏のマッチングサイトを作る（下記外部リンク参照）など、行動力と知性に溢れている。
アシンメトリーな前髪が特徴だったが、2019年7月4日放送の青春高校の企画で髪を切り、初めて髪を染めた。
ホクロがチャームポイント。
ウーパールーパーのぬいぐるみを持っていて、「うーぱ」という名前を付けている。和食さとで購入。ウーパールーパーが好きで飼おうとしたが、諦めた過去がある。うーぱの他にも、友人が海遊館に行った時のお土産のとしてチンアナゴのパペットをもらう。名前は「チン助」。
夢はミュージシャン、好きなアーティストはゴールデンボンバー、THE YELLOW MONKEY、hide、忌野清志郎、BiSH。
ライブ配信のSHOWROOMでは松任谷由実等の曲を弾き語るなど、古い曲にも造詣がある。
好きな食べ物は、納豆、セブンイレブンの野菜スティック、チョコレート、梅味のお菓子。
好きな色は赤と水色。
好きな漫画・アニメは『ドラゴンボール』、『ジョジョの奇妙な冒険』、『おそ松さん』（一松推し）。
好きな芸能人は紗倉まな。
好きな服のブランドはMINT NeKO。
猫好きでもあるため、岩合光昭とパイン株式会社がコラボレーションした「ねことあめ」の空袋を捨てずに保管している。
肩の骨を無限に鳴らす事が特技。

## エピソード
- 小学6年生から中学3年まで不登校、引きこもりの経験がある。
- 高校時代は軽音部所属。覚醒兎（おめざめラビット）を結成。審査員のプリンセスプリンセスから特別賞受賞。3年時に部長、ミュージシャンへの近道としてテレビ東京『青春高校3年C組』のオーディションを受ける。同じ軽音部の大曲とはオーディションで偶然遭遇した（2人とも合格）。
- スクール水着でアミューズのオーディションを受けたことがある[2]。
- オーディションウィークで水色のパンツを振り回していたら、後日母親から怒られる。なお、そのパンツは4回履いたことがあると青春高校の放送中に告白した。
- 青春高校にはアイドル部枠で応募したが、新メンバーカラオケキング企画にて派手なダンスを披露。その結果アイドル部や軽音部ではなくダンス&ボーカル部に配属される。
- 青春高校の放送中はうるさく前に出るキャラクターだが、楽屋ではマスクをして喋らない大人しい一面もある。楽屋では静かなことをメンバーにいじられている。
- 実家の自室でSHOWROOMを配信する際は埃が舞うことが多い。
- 手相のユーモア線がない事は禁句である。
- 2019年1月、初めてのSHOWROOMイベント参加にも関わらずランキング1位を獲得。
- 2019年2月7日の青春高校にて、大下美瑠（おおした みる）[トーマス]から「生きる巻き込み事故」と言われる。
- キャッチコピーは「斜めの前髪は恋の坂道！ あなたのハートは茜色！ ウーパールーパー星から来ました、わくっしーこと涌嶋茜だよー！」[3]。
- ガチ面談企画にてシンガーソングライターへの強い希望を告白。ダンスボーカル部のきめしゅんの後押しもあり3期生部活編成時に兼ねてから希望だった軽音部に移動。
- 秋元康により軽音部のバンド名を「地球の音」と命名。涌嶋茜ボーカルバージョンとして次々と編曲し評価を受ける。秋元康のアレンジを条件にオリジナルソングの作成をスタート。
- LINE LIVEのイベント「音エモン」×「FM OH!」LINE LIVE 新人発掘オーディションVol.4（2019.06.03 18:00:00 - 2019.06.16 23:59:59）にて1位を獲得し、2019年11月3日大阪城野外音楽堂で行われるBRUSH UP FESTIVALに出演[4]。
- 2019年7月4日放送の浅井マネージャー残念女子プロデュース企画により、根暗ロッカーのイメージからパーティにいそうなイケ女に大変身をとげた。髪色は黒→赤へ。トレードマークだった斜め前髪を変更。フォローワーが瞬間的に200人も増える事態に。
- 2019年11月4日の個人LINE LIVEにて高校の先輩から、過去に付き合っていた男性の名前を暴露される。
- 2019年11月14日、同LINE LIVEにて自ら高校1年生の時に半年間交際し、部活が多忙になった事で連絡が疎遠になりフラれた事を告白。
- 2020年8月31日-2020年9月6日のLINE LIVEイベントにて1位になり、渋谷クロスFMにて全2回の冠ラジオ番組を獲得。
- 2020年12月9日、自身のTwitterにて卒業を発表。
- 2020年12月26日、青春高校オンラインLIVEにて2年半に渡って在籍したテレビ東京青春高校３年C組を卒業。
- 2021年1月、TWIN PLANETを退所。

## 音楽
「地球の音」でギター・ボーカルを担当

### ライブ
- ALL I NEED IS YOU（2019年10月11日、高円寺Club ROOTS!）[5]
- BRUSH UP FESTIVAL(単独出演、2019年11月3日、大阪城野外音楽堂)[4]
- チカマツからはじめまして大矢梨華子です！vol.5（2019年11月27日、下北沢近松）[6]
- メジャーデビューシングル発売記念 ミニライブ＆アトラクション会（2019年12月8日池袋マルイ、同15日ららぽーと新三郷、同23日東京スカイツリータウン、同25日池袋マルイ、2020年1月12日渋谷タワーレコード、同24 - 26日渋谷マルイ）[7]
- ザ・ラヂオカセッツ企画「ラヂオのお時間」（2020年1月12日、吉祥寺Warp）[8]

### メジャー

#### シングル
| 枚 | リリース日    | タイトル                                      | 販売形態 | 規格品番   | 形態         | 参加曲                                                                | オリコン 最高位 |
| -- | ------------- | --------------------------------------------- | -------- | ---------- | ------------ | --------------------------------------------------------------------- | --------------- |
| 1  | 2020年1月22日 | 君のことをまだ何にも知らない (女子アイドル部) | CD+DVD   | UPCH-80527 | 通常盤Type A | Never ending time（青春高校3年C組）                                   | 7位             |
| 1  | 2020年1月22日 | 君のことをまだ何にも知らない (女子アイドル部) | CD+DVD   | UPCH-80528 | 通常盤Type B | Never ending time（青春高校3年C組）                                   | 7位             |
| 1  | 2020年1月22日 | 君のことをまだ何にも知らない (女子アイドル部) | CD+DVD   | UPCH-80529 | 通常盤Type C | Never ending time（青春高校3年C組）                                   | 7位             |
| 1  | 2020年1月22日 | 君のことをまだ何にも知らない (女子アイドル部) | CD+DVD   | UPCH-80530 | 通常盤Type D | Never ending time（青春高校3年C組） 好きならYeah!Yeah!Yeah!（軽音部） | 7位             |
| 1  | 2020年1月22日 | 君のことをまだ何にも知らない (女子アイドル部) | CD       | PDCN-5030  | WEB盤        | Never ending time（青春高校3年C組）                                   | 7位             |

## 青春高校出演回一覧
| 回  | 放送日        | 放送回 | 内容                                                             | 備考                                                                |
| --- | ------------- | ------ | ---------------------------------------------------------------- | ------------------------------------------------------------------- |
| 1   | 2018年11月5日 | 156    | アイドル部 美女ズラリ新メンバー                                  |                                                                     |
| 2   | 11月6日       | 157    | アイドル部 美女ズラリ アイドル部入るの誰？                       |                                                                     |
| 3   | 11月7日       | 158    | 美女だらけ！新メンバーはいったい誰？                             |                                                                     |
| 4   | 11月8日       | 159    | 原石美少女 アイドル部噂の新メン                                  |                                                                     |
| 5   | 11月9日       | 160    | 涙の発表！ 1,500人から合格者は？                                 |                                                                     |
| 6   | 11月12日      | 161    | 新メンバー 初登校でカズレーザー説教？                            |                                                                     |
| 7   | 11月13日      | 162    | 新メンバー 友だち（秘）カップリング                              |                                                                     |
| 8   | 11月14日      | 163    | 美少女生徒念願！ 小宮と初デート                                  |                                                                     |
| 9   | 11月16日      | 165    | 新メンバー カラオケキングは誰？                                  |                                                                     |
| 10  | 11月21日      | 168    | マジで？ おばちゃん感動デート                                    |                                                                     |
| 11  | 11月22日      | 169    | 続々発表！ アイドル部に大事件が                                  | 青春高校ダンス＆ボーカル部「The BUMPY」に配属                       |
| 12  | 11月23日      | 170    | 日村も悩む どうする？ダンス部！                                  |                                                                     |
| 13  | 11月26日      | 171    | 遂に発表！ 企画部＆ソロに新曲！                                  |                                                                     |
| 14  | 11月27日      | 172    | バンド部！ 小峠が魂のマジ説教                                    |                                                                     |
| 15  | 11月28日      | 173    | ダンス部！ 衝撃のセンター発表                                    |                                                                     |
| 16  | 11月29日      | 174    | おぎやはぎ驚愕！？ 新ユニットの詳細明らかに？                    |                                                                     |
| 17  | 11月30日      | 175    | アイドル部 神曲だ！センターは？                                  |                                                                     |
| 18  | 12月7日       | 180    | ダンス部！ 相田に事件で日村が？                                  |                                                                     |
| 19  | 12月11日      | 182    | 日村感動 生徒ドッキリ家庭訪問                                    |                                                                     |
| 20  | 12月17日      | 186    | まにあう？ 冬ライブに危険信号！                                  |                                                                     |
| 21  | 12月18日      | 187    | 千鳥激怒？ バンド部が内部分裂！                                  |                                                                     |
| 22  | 12月19日      | 188    | 実はピンチ 新ユニットに問題児！                                  |                                                                     |
| 23  | 12月25日      | 192    | 禁断映像 千鳥＆日村爆笑の事件                                    |                                                                     |
| 24  | 2019年1月7日  | 193    | 新春企画！ 書き初め＆家族動画！                                  |                                                                     |
| 25  | 1月8日        | 194    | 島田先生の2019運勢ランキング！                                   |                                                                     |
| 26  | 1月9日        | 195    | ライブ！号泣ソロ＆新ユニット                                     |                                                                     |
| 27  | 1月11日       | 197    | ライブ！教室コント爆笑＆感動                                     |                                                                     |
| 28  | 1月14日       | 198    | 夢かなう！ メイプルなつと大食い                                  |                                                                     |
| 29  | 1月15日       | 199    | 祝！成人式 生徒に密着！爆笑の姿                                  |                                                                     |
| 30  | 2月7日        | 216    | 演技バトル おぎやはぎダメ出し？                                  |                                                                     |
| 31  | 2月8日        | 217    | 日村テスト 生徒ペアダンスバトル                                  |                                                                     |
| 32  | 2月12日       | 219    | 千鳥先生と仲良くなろう！ 第2回イカ2貫選手権                      |                                                                     |
| 33  | 2月13日       | 220    | 小宮も赤面 相田軍団がマジ始動！                                  |                                                                     |
| 34  | 2月14日       | 221    | もてない軍 バレンタインの叫び！                                  |                                                                     |
| 35  | 2月15日       | 222    | 生徒だけでチョコ渡すなら誰!?                                     |                                                                     |
| 36  | 2月18日       | 223    | 激辛ロケ 日村と生徒が泣き食べ                                    |                                                                     |
| 37  | 2月19日       | 224    | 夢が実現 モテない軍が大変身！                                    |                                                                     |
| 38  | 2月20日       | 225    | 合コン モテない軍VS美女                                          |                                                                     |
| 39  | 2月21日       | 226    | 生徒の悩み 皆でガチで考えよう！                                  |                                                                     |
| 40  | 2月25日       | 228    | 安藤なつVS驚きデカ盛りカレー！                                   |                                                                     |
| 41  | 2月26日       | 229    | リベンジ！ 100キロ激走マラソン                                   |                                                                     |
| 42  | 2月28日       | 231    | 千鳥日村 おぎや爆笑！ 事件集                                     |                                                                     |
| 43  | 3月1日        | 232    | 特別公開 放課後トーク事件集                                      |                                                                     |
| 44  | 3月4日        | 233    | ＭＶＰは？ 生で教室コントSP！                                    |                                                                     |
| 45  | 3月5日        | 234    | 放課後公演振り返りSP                                             |                                                                     |
| 46  | 3月6日        | 235    | 劇場公演！ 感動密着ドキュメント                                  |                                                                     |
| 47  | 3月11日       | 238    | ドッキリ！ 中井りかが卒業する？                                  |                                                                     |
| 48  | 3月12日       | 239    | 3期生へ！ 3年C組入学案内 生徒編                                  |                                                                     |
| 49  | 3月13日       | 240    | 暴露連発？ 爆笑！ 部活の裏ルール                                 |                                                                     |
| 50  | 3月14日       | 241    | 涙リベンジ 出口勝手にチョコ返せ                                  |                                                                     |
| 51  | 3月15日       | 242    | 日村感動？ 女子のいいとこ表彰！                                  |                                                                     |
| 52  | 3月18日       | 243    | 生徒が選ぶ1年のベスト場面は？                                    |                                                                     |
| 53  | 3月19日       | 244    | 生徒が選ぶベスト場面......小峠爆笑                               |                                                                     |
| 54  | 3月20日       | 245    | 緊急企画......みんなの絆を見せたい                               |                                                                     |
| 55  | 3月21日       | 246    | ごめんね 感動......仲直りのデート                                |                                                                     |
| 56  | 3月22日       | 247    | 卒業するあの子にサプライズ！                                     |                                                                     |
| 57  | 3月25日       | 248    | 私変わった 1年前の自分へ手紙を                                   |                                                                     |
| 58  | 3月26日       | 249    | 私変われた 1年前の自分への手紙                                   |                                                                     |
| 59  | 3月27日       | 250    | 熱い想い......一年前の自分に手紙を                               |                                                                     |
| 60  | 3月28日       | 251    | ついに明日......卒業式＆ライブ                                   |                                                                     |
| 61  | 3月29日       | 252    | 日村も万感 感動！生で卒業ライブ                                  |                                                                     |
| 62  | 4月2日        | 254    | あと1日！ 劇場公演の秘密を発表                                   |                                                                     |
| 63  | 4月3日        | 255    | 遂に開演！ 本番直前の劇場生中継                                  |                                                                     |
| 64  | 4月4日        | 256    | 生徒の夢！ 奇麗になりたい男の子                                  |                                                                     |
| 65  | 4月5日        | 257    | 遂に開幕！ 3期生はどんな子が？                                   |                                                                     |
| 66  | 4月10日       | 260    | 三四郎驚き 小宮激似男VS美ギャル                                  |                                                                     |
| 67  | 4月12日       | 262    | 日村悩む･････3期生の合格者は！？                                 |                                                                     |
| 68  | 4月18日       | 266    | おぎやはぎ 3期生美ギャルと対決                                   |                                                                     |
| 69  | 4月19日       | 267    | 3期生は？ 三四郎も感動･････結果発表                              |                                                                     |
| 70  | 4月23日       | 269    | 千鳥が説教 ネガティブ美女の悩み                                  |                                                                     |
| 71  | 4月25日       | 271    | バカリズム ギャル十代とマジ討論                                  |                                                                     |
| 72  | 4月29日       | 273    | おぎやはぎ興奮！ 「閃光の催眠術師」再び！？                      |                                                                     |
| 73  | 5月2日        | 275    | 生徒達が挑戦！？ 青春チャレンジ傑作選                            |                                                                     |
| 74  | 5月3日        | 276    | 3期生オーディション名場面SP                                      |                                                                     |
| 75  | 5月6日        | 277    | 相思相愛？ 3期生との相性チェック！                               |                                                                     |
| 76  | 5月7日        | 278    | 青春高校ゲーム大会！ 千鳥コンビ対決！？                          |                                                                     |
| 77  | 5月8日        | 279    | 遂に決着！ 青春高校ゲーム大会！                                  |                                                                     |
| 78  | 5月13日       | 282    | 笑顔が素敵な3期生来る！？                                        |                                                                     |
| 79  | 5月17日       | 286    | 日村も驚き 遂に生徒決まる！                                      |                                                                     |
| 80  | 5月20日       | 287    | 特技披露でなつ先生危機！                                         |                                                                     |
| 81  | 5月22日       | 289    | 三四郎絶賛！ 美少女3期生の名演技                                 |                                                                     |
| 82  | 5月23日       | 290    | バカリズム困惑？ 青春討論会！                                    |                                                                     |
| 83  | 5月24日       | 291    | 日村熱血指導！？ 合格するのは？                                  | 「わくっぷる」として出演                                            |
| 84  | 5月27日       | 292    | カズ先生絶賛！ 入学希望者の特技！                                |                                                                     |
| 85  | 5月28日       | 293    | 小峠先生お手上げ？ 3期生悩み相談！                               |                                                                     |
| 86  | 5月29日       | 294    | 三四郎絶賛！ 女子生徒の演技に釘付け！                            |                                                                     |
| 87  | 5月31日       | 296    | 日村先生驚き！ 合格者が遂に決まる！？                            |                                                                     |
| 88  | 6月3日        | 297    | 青春高校初！ まさかのMV撮影！？                                  |                                                                     |
| 89  | 6月5日        | 299    | 三四郎爆笑！ 3期生の（秘）情報？                                 |                                                                     |
| 90  | 6月6日        | 300    | バカリズム驚愕！ 教育係に選ばれたのはどの生徒？                  |                                                                     |
| 91  | 6月7日        | 301    | 日村爆笑！ 3期生と一緒にTik Tok！？                              |                                                                     |
| 92  | 6月10日       | 302    | カズ先生もびっくり！ 青春高校ガチ面談！？                        |                                                                     |
| 93  | 6月12日       | 304    | 遂に完結！ 3期生女子＆アイドル部の叶えたい夢！                   |                                                                     |
| 94  | 6月13日       | 305    | おぎやはぎ驚き！ 青春高校大発表SP！                              | 青春高校ダンス＆ボーカル部「The BUMPY」から軽音部「地球の音」に転部 |
| 95  | 6月14日       | 306    | 日村先生にっこり！ 青春高校あわあわダンス選手権                  |                                                                     |
| 96  | 6月18日       | 308    | 千鳥感動！ 新軽音部の演奏披露！                                  |                                                                     |
| 97  | 6月19日       | 309    | 重苦しい空気が漂う････アイドル部選抜メンバー決定！？             |                                                                     |
| 98  | 6月20日       | 310    | ラップ担当は誰！？ 「新生ダンボ」の自己紹介ラップ！              |                                                                     |
| 99  | 6月21日       | 311    | 今回はグループで選手権！ 第2回あわあわダンス！                   |                                                                     |
| 100 | 6月26日       | 314    | 本番直前！ 青春高校アイドル部に密着！                            |                                                                     |
| 101 | 6月28日       | 316    | ご褒美は誰？ TikTokあわあわダンス選手権！                        |                                                                     |
| 102 | 7月1日        | 317    | カズ先生の推しメンは？ 男子アイドル部始動！                      |                                                                     |
| 103 | 7月2日        | 318    | 千鳥先生もお手上げ？ 新軽音部の問題解消！？                      |                                                                     |
| 104 | 7月3日        | 319    | アイドル部テレ東音楽祭への道 完全版！                            |                                                                     |
| 105 | 7月4日        | 320    | バカリズム驚き！ 青春高校残念女子が大変身！？                    |                                                                     |
| 106 | 7月5日        | 321    | ナメ過ぎ問題！？ サトシをリスペクトしようSP！                    |                                                                     |
| 107 | 7月8日        | 322    | カズ先生絶賛！？ 残念男子大改造SP                                |                                                                     |
| 108 | 7月10日       | 324    | 衝撃の発表！ 出演メンバーは誰？                                  |                                                                     |
| 109 | 7月11日       | 325    | 新曲公開！ アイドル部に重大発表！？                              |                                                                     |
| 110 | 7月12日       | 326    | 日村先生大興奮！ 音楽番組のプロにカッコよく撮ってもらう！？      |                                                                     |
| 111 | 7月15日       | 327    | 名作コント大公開スペシャル                                       |                                                                     |
| 112 | 7月17日       | 329    | 三四郎驚き！ 青春高校重大発表SP！                                |                                                                     |
| 113 | 7月18日       | 330    | バカリズム失笑？ 青春バカ決定戦！                                |                                                                     |
| 114 | 7月19日       | 331    | 遂に決まる？ 第3回青春バカ決定戦！                               |                                                                     |
| 115 | 7月24日       | 334    | ビッグニュースが多数！ 女子アイドル部の魅力を知ろう！            |                                                                     |
| 116 | 7月25日       | 335    | 帰って来たヤンキー！ そして涙のラストステージ                    |                                                                     |
| 117 | 7月26日       | 336    | 女子生徒興奮！？ 男子生徒「奇跡の一枚」SP                        |                                                                     |
| 118 | 7月29日       | 337    | 攻めすぎな男子生徒も！？ 「奇跡の一枚」SP                        |                                                                     |
| 119 | 7月31日       | 339    | アイドル部成功のため！ 過酷な「富士登山」に挑戦                  |                                                                     |
| 120 | 8月2日        | 341    | 遂に完成！「青春のスピード」MV初公開！？                         |                                                                     |
| 121 | 8月7日        | 344    | 男子大興奮！ 女子生徒「奇跡の一枚」Part.1                        |                                                                     |
| 122 | 8月8日        | 345    | 最後に緊急発表！？ 女子生徒「奇跡の一枚」Part.2                  |                                                                     |
| 123 | 8月12日       | 347    | カズ先生驚き！ サマーライブへ向けて大発表SP                      |                                                                     |
| 124 | 8月13日       | 348    | 軽音部が動く！ しかし問題が発生？                                |                                                                     |
| 125 | 8月16日       | 351    | 新情報盛り沢山！ 重大発表連発SP                                  |                                                                     |
| 126 | 8月19日       | 352    | 夏にピッタリの企画！ 青春高校3番勝負！                           |                                                                     |
| 127 | 8月20日       | 353    | 名言誕生！ 生徒同士のガチンコ勝負！                              |                                                                     |
| 128 | 8月21日       | 354    | 遂に来た！ ダンボ＆軽音部新曲発表SP！                            |                                                                     |
| 129 | 8月23日       | 356    | センスが光る！ 青春高校川柳コンテスト！                          |                                                                     |
| 130 | 8月26日       | 357    | ライブに向けて絆を深めろ！ 真夏の林間学校SP！                    |                                                                     |
| 131 | 8月27日       | 358    | 罰ゲームを受けるのは！？ チーム対抗オリジナル料理対決！          |                                                                     |
| 132 | 8月29日       | 360    | 恐怖に打ち勝て！ 成功祈願のバンジージャンプ！                    |                                                                     |
| 133 | 8月30日       | 361    | 思いを一つに！ 絆を深める林間学校完結！                          |                                                                     |
| 134 | 9月4日        | 364    | 新曲大公開！ KICK OFFライブSP！                                  |                                                                     |
| 135 | 9月5日        | 365    | 青春高校KICK OFFライブ 村西里世卒業式SP                          |                                                                     |
| 136 | 9月6日        | 366    | KICK OFFライブ大成功 最高の写真を振り返ろうSP！                  |                                                                     |
| 137 | 9月9日        | 367    | 男子アイドル部に朗報！ 今後の活躍に期待！？                      |                                                                     |
| 138 | 9月10日       | 368    | 大悟に苦情！？ ライブ大スベリの事件！？                          |                                                                     |
| 139 | 9月12日       | 370    | ダンボの目標発表！ メンバー全員でダイエット企画！？              |                                                                     |
| 140 | 9月20日       | 376    | 遂に決まる！ 声優オーディション完結！                            |                                                                     |
| 141 | 9月23日       | 377    | 可愛くなりたい！ おばちゃん大変身SP！                            |                                                                     |
| 142 | 9月24日       | 378    | 大絶叫！ 女子生徒ビビり王決定戦！                                |                                                                     |
| 143 | 9月25日       | 379    | ケンカ寸前！？ 波乱のお泊りドラフト会議                          |                                                                     |
| 144 | 9月30日       | 382    | 最後の生放送！ 「Girls Award」出演SP                             |                                                                     |
| 145 | 10月2日       | 384    | 小宮先生がデレデレ！？ 女子アイドル部告白選手権！                |                                                                     |
| 146 | 10月3日       | 385    | ダンボの実力チェック！？ ギネス記録にも挑戦！                    |                                                                     |
| 147 | 10月4日       | 386    | 公式サポーター、初仕事でグダグダ！？ 女子アシスタントは誰に？    |                                                                     |
| 148 | 10月7日       | 387    | 2次予選開始！ 男心をくすぐる1枚！？                              |                                                                     |
| 149 | 10月8日       | 388    | 目標は10万円！？ 軽音部初の路上ライブに挑戦！                    |                                                                     |
| 150 | 10月9日       | 389    | リベンジに燃える！ 仲良し相方ドラフト会議第2弾！？               |                                                                     |
| 151 | 10月10日      | 390    | 真逆の方向転換に挑戦！？ キャラ変チャンスSP                      |                                                                     |
| 152 | 10月11日      | 391    | 照れずに読みきれ！ 自分にラブレター選手権！                      |                                                                     |
| 153 | 10月14日      | 392    | 今年も大盛り上がり！？ 秋の体育祭SP！                            |                                                                     |
| 154 | 10月15日      | 393    | 名勝負が誕生！ 今回も出るかあの名言！？                          |                                                                     |
| 155 | 10月16日      | 394    | スーパールーキー大活躍！？ 高跳び女王決定戦！                    |                                                                     |
| 156 | 10月17日      | 395    | 体育祭ラスト！ 優勝するのはどのチーム？                          |                                                                     |
| 157 | 10月18日      | 396    | 普段見られない生徒の姿をお届け！ 放課後トーク傑作選！            |                                                                     |
| 158 | 10月21日      | 397    | ようやく時が来た……陽キャＶＳ陰キャ炎の真剣勝負                   |                                                                     |
| 159 | 10月22日      | 398    | 体を張った取材も体験！？ ONE公式試合密着ＳＰ！                   |                                                                     |
| 160 | 10月24日      | 400    | 全国知名度ＵＰに向けて ディアフレンズ東北編！                    |                                                                     |
| 161 | 10月28日      | 402    | バトラーズが行く！ 人気観光地の熱海で新しいファン獲得！？        |                                                                     |
| 162 | 10月29日      | 403    | 熱海ライブ！ 新たなファン獲得へ！                                |                                                                     |
| 163 | 10月30日      | 404    | バトラーズ「温泉街地方巡業大作戦」完結編                         |                                                                     |
| 164 | 10月31日      | 405    | ファンの大切さを再確認！ ディアフレンズ東北完結編                |                                                                     |
| 165 | 11月4日       | 407    | ついに完結！ 週プレ表紙グラビア撮影ｉｎ沖縄                      |                                                                     |
| 166 | 11月6日       | 409    | 青春高校からの重大発表……これまでを振り返る感動ＶＴＲ             |                                                                     |
| 167 | 11月7日       | 410    | メジャーデビュー大発表ＳＰ！ 楽曲初公開！                        |                                                                     |
| 168 | 11月8日       | 411    | 生徒の画力をチェック！ お絵かき伝言ゲーム！                      |                                                                     |
| 169 | 11月12日      | 413    | 初対バン！ 新規ファン獲得なるか！？                              |                                                                     |
| 170 | 11月22日      | 421    | 日村先生が変身！？ 音楽番組シミュレーション！                    |                                                                     |
| 171 | 11月25日      | 422    | カズ先生が好きな料理とは！？ 部活対抗の料理対決！                |                                                                     |
| 172 | 11月26日      | 423    | 女子アイドル部イチの料理上手は！？ 白飯に合うおかず選手権！      |                                                                     |
| 173 | 11月27日      | 424    | デビュー曲「君の事をまだ誰も知らない」センター大発表ＳＰ！       |                                                                     |
| 174 | 12月2日       | 427    | リーダー河野持ち込み企画！ バトラーズの魅力をプレゼン！          |                                                                     |
| 175 | 12月3日       | 428    | まさに「なんて日だ」！？ 小峠先生ともっともっと仲良くなろう！    |                                                                     |
| 176 | 12月9日       | 432    | ＣＤ特典の握手会に向けて予行演習！                               |                                                                     |
| 177 | 12月13日      | 436    | 女子生徒がかわいく告白！？ 全国方言選手権！                      |                                                                     |
| 178 | 12月16日      | 437    | 初心を忘れず！ 「あるある選手権」で爆笑回答！？                  |                                                                     |
| 179 | 12月23日      | 442    | 青春高校クリスマス企画！ ガールズラブ告白選手権！                |                                                                     |
| 180 | 12月24日      | 443    | 男子生徒のマジ演技！？ ボーイズラブ告白選手権！                  |                                                                     |
| 181 | 2020年1月7日  | 445    | 軽音部「地球の音」飛躍 人見知り集団の快進撃！                    |                                                                     |
| 182 | 1月13日       | 449    | 男女共学？それとも別学！？ 青春高校緊急討論！                    |                                                                     |
| 183 | 1月15日       | 451    | ３７人で３７０ｋｍを走る！ 全員でタスキをつなぐ青春駅伝          |                                                                     |
| 184 | 1月16日       | 452    | 青春駅伝２日目！ 運動が苦手な生徒も激走！                        |                                                                     |
| 185 | 1月21日       | 455    | 生徒全員でタスキをつなぐ！ 青春駅伝ついに完結！                  |                                                                     |
| 186 | 1月22日       | 456    | 遂にメジャーデビュー！ 「君の事をまだ何にも知らない」披露！      |                                                                     |
| 187 | 1月27日       | 458    | 特別講師は森三中・黒沢かずこ先生 冬のガチ相談ＳＰ！              |                                                                     |
| 188 | 1月28日       | 459    | 「本当の話」を見破れ！ 「君の事をまだ何にも知らない」選手権！    |                                                                     |
| 189 | 1月29日       | 460    | 慌ただしい一日に密着！ デビューの裏側完全公開ＳＰ                |                                                                     |
| 190 | 2月3日        | 463    | 女子アイドル部の悩みに答える！ 「ガチ相談」後編！                |                                                                     |
| 191 | 2月4日        | 464    | 前回よりも難易度高め！？ 私をドライブに連れてって千鳥ノブ―１ＧＰ |                                                                     |
| 192 | 2月6日        | 466    | アイドルの運営について学ぶ！？ 特別講師のアイドル講座第２弾！    |                                                                     |
| 193 | 2月10日       | 468    | スタジオ公演で大人気のコントをお届け！ 「じゃあね、別所くん」    |                                                                     |
| 194 | 2月14日       | 472    | 青春高校バレンタイン！ サトシのハートを射止めるのは誰！？        |                                                                     |
| 195 | 2月17日       | 473    | 「こんな前川歌音を見てみたい！」新たな魅力を発掘ＳＰ！           |                                                                     |
| 196 | 2月18日       | 474    | いつもとは違う重い話！？ 青春劇場「チャーリーと青春」            |                                                                     |
| 197 | 2月21日       | 477    | 新情報盛り沢山！ ドラマの主演は？                                |                                                                     |

## 出演
青春高校3年C組としての出演については「青春高校3年C組#イベント」を参照

### テレビ
- 青春高校3年C組（2018年5月21日 - 2020年12月26日、テレビ東京）
- ジモト満載 ええ街でおま！（2019年2月23日、J:COM）
- 14歳からのスタートアップ（2019年2月24日、BSテレビ東京）

### ラジオ
- 武田和歌子のぴたっと。（2019年3月7日、ABCラジオ）[9]

## 受賞歴
- 第22回 ボランティア・スピリット・アワード ブロック賞[10]
- 第6回 創造力、無限大∞ 高校生ビジネスプラン・グランプリ 審査員特別賞[11]
- 平成30年 大阪市教育委員会教育長より表彰[12]